# Dünwald
Dünwald est une ancienne commune allemande de l'arrondissement d'Unstrut-Hainich, Land de Thuringe.

## Géographie
Dünwald se situe dans le Dün, plateau du Trias moyen.
| Kleinbartloff | Niederorschel | Deuna        |
| Silberhausen  | Dünwald       | Helbedündorf |
| Anrode        | Unstruttal    | Menteroda    |

La commune se compose des quartiers de Beberstedt, Hüpstedt et Zaunröden.

## Histoire
Hüpstedt est mentionné pour la première fois en 1124, Beberstedt en 1191 et Zaunröden en 1378.
Beberstedt, Hüpstedt et Zaunröden fusionnent en janvier 1994 pour former Dünwald.

## Personnalités liées à la commune
- Carl Mengewein (1852-1908), compositeur
- Andreas Huke (1876-1962), homme politique

## Source de la traduction
- (de) Cet article est partiellement ou en totalité issu de l’article de Wikipédia en allemand intitulé « Dünwald » (voir la liste des auteurs).